# Дятел червоночеревий
Дя́тел червоночеревий (Chloropicus pyrrhogaster) — вид дятлоподібних птахів родини дятлових (Picidae). Мешкає в Західній Африці.

## Опис
Верхня частина тіла оливкова або бронзова, крила коричневі. Надхвістя і верхні покривні пера хвоста червоні. Голова і горло білі, через очі проходить чорна смуга, яка доходить до грудей. Груди кремові, поцятковані темними смугами з боків. Нижня частина тіла червона. Дзьоб сірий, довгий і гостий, лапи сірі. У самців тім'я і потилиця червоні, у самиць чорні. У самиць довший дзьоб і коротший хвіст, ніж в самців, а нижня частина тіла менш яскрава. У молодих самців і самиць тім'я дещо червонувате, а загалом забарвлення тьмяніше.

## Поширення і екологія
Червоночереві дятли поширені від Гвінеї до західного Камеруну. Вони живуть в рівнинних і гірських вологих тропічних лісах і рідколіссях.

## Поведінка
Червоночереві дятли живуть парами або невеликими сімейними зграйками. Живляться комахами, переважно личинками жуків.